# Tamiasciurus douglasii
Tamiasciurus douglasii — вид гризунів родини вивіркових.

## Поширення
Країни поширення: Канада (Британська Колумбія), США (Каліфорнія, Невада, Орегон, Вашингтон). Мешкає у хвойних лісах до висоти 3300 м над рівнем моря.

## Життя
Живуть поодинці. Одна тварина займає територію 1-1,5 гектара. Їх основною їжею є насіння сосни, але також їдять листя, горіхи, гриби, ягоди, гілки, бруньки, також членистоногих, пташині яйця і пташенят. Взимку в основному використовують запаси, які накопичилися в теплі місяці.

## Морфологічні особливості
Доросла тварина досягає довжини тіла 270-348 мм, хвіст довгий, 102-158 мм, задні ступні 41-55 мм, вага 141-312 гр. Верх тіла від червонувато-коричневого до сіро-коричневого кольору. Зимове хутро стає більш сірувате. Черево руде. Хвіст пухнастий, волоски з чорними кінчиками. З боків тіла є чорні смуги, які стають непомітними в зимовий період.